# Погорельщина (Вишневский сельсовет)
Погоре́льщина (бел. Пагарэ́льшчына) — деревня в Сморгонском районе Гродненской области Белоруссии. Входит в состав Вишневского сельсовета.
Расположена у восточной границы района, неподалёку от реки Спяглица. Расстояние до районного центра Сморгонь по автодороге — около 22 км, до центра сельсовета агрогородка Вишнево  по прямой — чуть более 14,5 км. Ближайшие населённые пункты — Дыбуньки, Локачи, Щани. Площадь занимаемой территории составляет 0,2535 км², протяжённость границ 3660 м.

## Название
Название происходит от слова гарь — часть территории леса, на которой деревья повреждены или уничтожены пожаром.

## История
Деревня отмечена на карте Шуберта (середина XIX века) как фольварк Погорельщизна в составе Войстомской волости Свенцянского уезда Виленской губернии. В 1865 году Погорельщина состояла из деревни, присёлка и казённого имения. Деревня насчитывала 1 ревизскую душу, присёлок — 11 переселенцев из России.
После Советско-польской войны, завершившейся Рижским договором, в 1921 году Западная Белоруссия отошла к Польской Республике и деревня была включена в состав новообразованной сельской гмины Войстом Свенцянского повета Виленского воеводства. 1 января 1926 года гмина Войстом была переведена в состав Вилейского повета.
В 1938 году состояла из двух деревень: Погорельщина-I насчитывала 12 дымов (дворов) и 68 душ и Погорельщина-II — 11 дымов и 56 душ соответственно.
В 1939 году, согласно секретному протоколу, заключённому между СССР и Германией, Западная Белоруссия оказалась в сфере интересов советского государства и её территорию заняли войска Красной армии. Деревня вошла в состав новообразованного Сморгонского района Вилейской области БССР. После реорганизации административного-территориального деления БССР деревня была включена в состав новой Молодечненской области в 1944 году. В 1960 году, ввиду новой организации административно-территориального деления и упразднения Молодечненской области, Погорельщина вошла в состав Гродненской области.

## Население
Согласно переписи население деревни в 1999 году насчитывало 54 жителя.

## Транспорт
Через деревню проходит автомобильная дорога местного значения Н7925 Войстом — Дыбуньки — Погорельщина.
Через деревню проходят регулярные автобусные маршруты:
- Сморгонь — Вишнево
- Сморгонь — Свайгини